# Alexandre Toutchkine
Alexandre Arkadievitch Toutchkine (en russe : Александр Аркадьевич Тучкин, en anglais Aleksandr Tuchkin), le 15 juillet 1964 à Lvov (URSS, aujourd'hui Ukraine), est un joueur de handball soviétique puis biélorusse et enfin russe évoluant au poste d'arrière droit. Il est notamment double champion olympique en 1988 et 2000, double vice-champion du monde en 1990 et 1999 et vice-champion d'Europe en 2000. En club, il a notamment remporté trois Coupes des clubs champions.

## Biographie
Alexandre Toutchkine est le fils d'un militaire basée à Lviv dans la République socialiste soviétique d'Ukraine. Mais c'est à Minsk, capitale de la République socialiste soviétique de Biélorussie, qu'il commence à jouer au handball à 17 ans, quand son père l'a présenté à Spartak Mironovitch, l'entraîneur du SKA Minsk. Débutant à 20 ans dans l'équipe première, il y remporte trois Coupes des clubs champions et quatre titres de champion d'Union soviétique.
Rapidement repéré par les dirigeants soviétiques, il intègre l'équipe nationale junior et devient champion du monde junior en 1985. Il connait un an plus tard ses premières sélections avec l'équipe sénior et participe ainsi aux Jeux olympiques de Séoul en 1988 où il remporte la première médaille d'or de sa carrière.
Après le Championnat du monde 1990 où il remporte la médaille d'argent et termine deuxième meilleur buteur du tournoi, Toutchkine s'expatrie dans le championnat d'Allemagne où il évolue pendant huit saisons au TUSEM Essen avec à la clé deux victoires en Coupe d'Allemagne. En 1992, une blessure l'empêche de défendre son titre aux Jeux olympiques de Barcelone. Après l'effondrement de l'URSS, il évolue sous le maillot de la Biélorussie jusqu'en 1995 puis adopte en 1998 la citoyenneté russe.
Avec la Russie, il participe au championnat du monde 1999 et au championnat d'Europe 2000, mais s'incline en finale par deux fois face à la Suède. Toutchkine et les russes prennent toutefois leur revanche aux Jeux olympiques de 2000 en battant en finale ces mêmes suédois, Toutchkine étant le meilleur buteur de la finale avec 7 buts.
Peu après les JO, il rejoint l'Espagne et le Teka Cantabria puis la Grèce et l’AS Fílippos Véria jusqu'en 2004, année où se disputent les Jeux olympiques d'Athènes. Pour sa troisième participation, à 40 ans, Toutchkine glane une troisième médaille, de bronze cette fois. Il retourne ensuite en Allemagne, tout d'abord chez le promu du TSV Hannover-Burgdorf puis au Wilhelmshavener HV où il termine sa carrière en 2006 à près de 42 ans.
En 2014, il porte la flamme olympique pour les Jeux olympiques de Sotchi.

## Palmarès

### Sélection nationale
- Jeux olympiques[2]
  -  Médaille d'or aux Jeux olympiques de 1988 à Séoul,  Corée du Sud
  -  Médaille d'or aux Jeux olympiques de 2000 à Sydney,  Australie
  -  Médaille de bronze aux Jeux olympiques de 2004 à Athènes,  Grèce
- Championnats du monde
  -  Médaille d'argent au Championnat du monde 1990
  -  Médaille d'argent au Championnat du monde 1999
  - 6e place au Championnat du monde 2001
  - 5e place au Championnat du monde 2003
- Championnats d'Europe
  -  Médaille d'argent au Championnat d'Europe 2000
  - 5e place au Championnat d'Europe 2002
- championnat du monde junior
  -  Médaille d'or au championnat du monde junior 1985

### En club
Compétitions internationales
- Vainqueur de la Coupe des clubs champions (C1) (3) : 1987, 1989, 1990
- Vainqueur de la Coupe des vainqueurs de coupe (C2) (1) : 1988
- Vainqueur de la Coupe des Villes (C4) (1) : 1994

Compétitions nationales
- Vainqueur du Championnat d'Union soviétique (4) : 1985, 1986, 1988, 1989
- Vainqueur de la Coupe d'Allemagne (2) : 1991, 1992
- Vainqueur du Championnat de Grèce (1) : 2003
- Vainqueur de la Coupe de Grèce (1) : 2003

### Récompenses individuelles
- deuxième meilleur buteur du Championnat du monde 1990 avec 52 buts[4]